# Rompe Quinche
Rompe Quinche es un despoblado peruano ubicado en el distrito de Barranca, perteneciente a la provincia homónima del departamento de Lima, en la costa central del Perú. 

## Ubicación
Rompe Quinche se ubica al oeste de la provincia de Barranca, en el distrito de Barranca, en el departamento de Lima.

## Demografía
En 2017 Rompe Quinche no tenía a ningún habitante empadronado.
| Gráfica de evolución demográfica de Rompe Quinche entre 1993 y 2017 |
|                                                                     |
| Fuentes: Población 1993 y 2017                                      |